# التحرر الاقتصادي بعد الحرب العالمية الثانية
تبنت العديد من البلدان مباشرة بعد الحرب العالمية الثانية سياسات التحرر الاقتصادي من أجل تحفيز اقتصاداتها.
لم تشهد الفترة التي تلت الحرب مباشرة الكثير من الإجراءات وكان الحدث الأبرز هو إصلاحات ألمانيا الغربية لعام 1948 والتي مهدت الطريق للمعجزة الاقتصادية الألمانية في الخمسينيات وساعدت في إنارة طريق العديد من عمليات التحرر التي أتت بعدها.
أجبر الركود الاقتصادي حتى السبعينيات من القرن الماضي العديد من البلدان على البحث عن أنظمة اقتصادية جديدة. شهد ظهور النيوليبرالية وغيرها من المذاهب الليبرالية الاقتصادية المرتبطة بها موجة من التحرر الاقتصادي التي اجتاحت العالم.
تبنت الحكومات المختلفة بدءًا من حكومة تشيلي عام 1975 السياسة الليبرالية. كان أهمهم رونالد ريغان ومارغريت ثاتشر الذين بدأا الموجة الأولى لممارسة الفكر النيوليبرالي.
ساعدت الأزمة الاقتصادية طوال فترة الثمانينيات وانهيار الكتلة الشيوعية في نهاية تلك الفترة على تعزيز المعارضة السياسية ضد تدخل الدولة من خلال سياسات إصلاح السوق غير المنظمة. بدأ عدد من الدول الشيوعية والاشتراكية منذ الثمانينيات فصاعدًا العديد من إصلاحات السوق النيوليبرالية مثل جمهورية يوغوسلافيا الاشتراكية الاتحادية تحت قيادة أنتي ماركوفيتش (حتى انهيار البلاد في أوائل التسعينات) وجمهورية الصين الشعبية تحت قيادة دينج شياو بينج.
اجتاحت موجة ليبرالية ثانية العالم في التسعينيات تحت قيادة بيل كلينتون وتوني بلير.

## التحرر الاقتصادي بعد الحرب العالمية الثانية

### ألمانيا الغربية

#### خلفية
أنهت ألمانيا الحرب العالمية الثانية في أوروبا باستسلامها غير المشروط في 8 مايو عام 1945. وواجهت أضرارًا اقتصادية ومشاكل الهجرة الجماعية بسبب طرد الألمان من المناطق التي تقع شرقي خط أودر نايسه.
شهدت الفترة من أبريل عام 1945 إلى يوليو عام 1947 احتلال الحلفاء لألمانيا. كان الهدف من ذلك نقل اقتصاد ألمانيا من اقتصاد متمحور حول الصناعة الثقيلة إلى اقتصاد رعوي بهدف منع ألمانيا من امتلاك القدرة على شن الحروب. وقيدت الصناعات المدنية التي قد تمتلك إمكانيات عسكرية بشدة. إذ قُيدت ضمن حدود احتياجات السلم في ألمانيا على متوسط المعايير الأوروبية. وجرت من أجل ذلك مراجعة كل أنواع الصناعة لاحقًا لمعرفة عدد المصانع التي تحتاجها ألمانيا ضمن هذا المستوى المتدني. ذكرت الخطة الأولى في مايو عام 1946 أنه سيتم تخفيض الصناعة الثقيلة الألمانية إلى مستوى 50% من مستوياتها عام 1938 من خلال تدمير 1500 مصنع. وتبع ذلك فرض قيود على صناعة الحديد.
وسرعان ما أصبح واضحًا أنَّ هذه السياسة لم تكن دائمة. لم تستطع ألمانيا زراعة ما يكفي من الغذاء لنفسها وانتشر سوء التغذية بشكل كبير. لم يتحقق الانتعاش الاقتصادي الأوروبي بعد الحرب، وأصبح من الواضح أنَّ الاقتصاد الأوروبي كان معتمدًا على الصناعة الألمانية.
ألغى الرئيس هاري ترومان في يوليو عام 1947 القانون العقابي الذي وجَّه قوات الاحتلال الأمريكية في ألمانيا «لأسباب تتعلق بالأمن القومي» نحو «عدم اتخاذ أي خطوات نحو إعادة التأهيل الاقتصادي لألمانيا» وشدد بدلًا من ذلك على «حاجة أوروبا المنظمة والمزدهرة إلى المساهمات الاقتصادية المستقرة والمنتجة من ألمانيا».
عانت ألمانيا من التضخم الكبير بحلول عام 1948. فقدت العملة في ذلك الوقت ثقة الجمهور، وازدهرت تجارة السوق السوداء وانتشرت المقايضة.

## التحرر الاقتصادي بعد سبعينيات القرن العشرين
تطورت النيوليبرالية خلال مرحلتين رئيسيتين. نفذ المرحلة الأولى رونالد ريغان ومارغريت تاتشر، والمرحلة الثانية بيل كلينتون وتوني بلير.
حدثت التغييرات منذ سبعينيات إلى ثمانينيات القرن الماضي انطلاقًا من معظم العالم الديمقراطي، وركزت الحكومات بشكل رئيسي على أولوية الحقوق الفردية الاقتصادية وسيادة القانون ودور الحكومات في إدارة التجارة غير المنظمة. اعتبر المشروع تقرير مصير وطني في ذلك الوقت.
تغير وضع العمل عندما اتخذت حكومتا رونالد ريغان ومارجريت تاتشر مواقف قوية لكسر الحواجز التجارية بالكامل وتخفيف سلطة الحكومة وإعطاء أهمية أكبر للسوق. لذلك دعمت الصناعات الاقتصاد على مستوى العالم.

### أستراليا
تبنت حكومات حزب العمل والحزب الليبرالي السياسات الاقتصادية النيوليبرالية منذ عام 1983. اتبعت حكومتا بوب هوك وبول كيتنغ منذ عام 1983 وحتى 1996 سياسة التحرر الاقتصادي وبرنامج الإصلاح الاقتصادي المحلي. قامت هذه الحكومات بخصخصة الشركات الحكومية وعوّمت الدولار الأسترالي وخفضت الحماية التجارية.
أقر كيتنغ بصفته أمين الخزانة الفيدرالية نظام ضمان التقاعد الإلزامي في عام 1992 لزيادة المدخرات الوطنية وتقليل المسؤولية الحكومية المستقبلية على معاشات التقاعد. مُولت الجامعات بشكل لامركزي مما تطلب من الطلاب المساهمة في الرسوم الجامعية من خلال نظام قروض قابلة للسداد عُرفت باسم مساهمة التعليم العالي، شُجعت الجامعات في منتصف التسعينيات على زيادة الدخل عن طريق قبول الطلاب الذين يدفعون رسومًا كاملة (بما في ذلك الطلاب الأجانب). أُوقفت عملية قبول الطلاب المحليين الذين يدفعون رسومًا كاملة في الجامعات العامة في عام 2009 من قبل حكومة رود.
استمر برنامج التحرر الاقتصادي بخصخصة المزيد من الشركات الحكومية عندما عاد الحزب الليبرالي إلى السلطة في مارس عام 1996 تحت رئاسة رئيس الوزراء جون هوارد، ولا سيما إجراءات شركة الاتصالات تلسترا واستقلال البنك الاحتياطي الأسترالي عن الحكومة في تحديد السياسة النقدية. وبالإضافة إلى ذلك رفعت الحكومة الضرائب من خلال ضريبة السلع والخدمات 10% (ضريبة القيمة المضافة الأوروبية). أقرت بهدف دمج وتبسيط الرسوم والضرائب السابقة وتسوية القاعدة الضريبية. نفذت سلسلة من الإصلاحات لدعم رأس المال في سوق العمل، لكن هذه الإصلاحات جرت من خلال فرض قيود تشريعية إضافية على العمل وليس من خلال تحرير سوق العمل.

### كندا
غالبًا ما ارتبطت القضايا المتعلقة بالنيوليبرالية في كندا (تخفيف الضرائب والإنفاق على الرفاهية، وتقليص سيطرة الحكومة وإصلاح الرعاية الصحية والتعليم العام) مع بريان مولروني وجان كريتيان وبول مارتن ومايك هاريس ورالف كلاين وغوردون كامبل وستيفن هاربر.

### تشيلي
استخدم ميلتون فريدمان مصطلح معجزة تشيلي للإشارة إلى دعم أوغستو بينوشيه للتغييرات الاقتصادية الليبرالية في تشيلي والتي قامت بها مجموعة شباب شيكاغو. حمل نموذجهم الاقتصادي ثلاثة أهداف رئيسية هي: التحرر الاقتصادي وخصخصة الشركات المملوكة للدولة والسيطرة على التضخم. واصلت الحكومات المتعاقبة تنفيذ هذه السياسات الاقتصادية الموجهة نحو السوق وعززتها بعد تنحي بينوشيه. صرح ميلتون فريدمان في ذلك الوقت أنه «يمكن مقارنة التجربة التشيلية بالمعجزة الاقتصادية لألمانيا ما بعد الحرب».